# Kauterisering

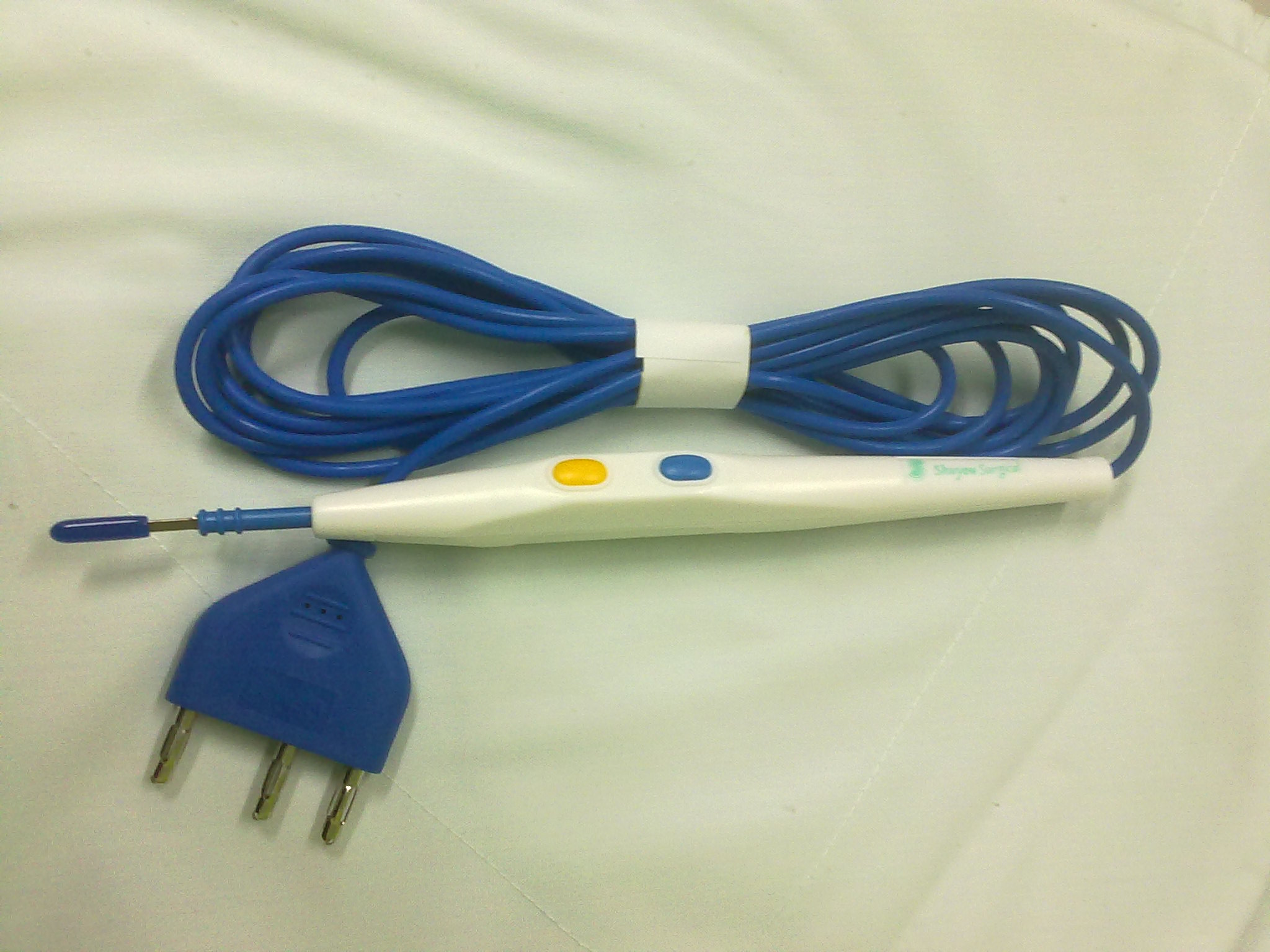
Kauterisering med elektricitet.

Kauterisering är det medicinska bruket/tekniken att bränna en del av kroppen för att ta bort eller avskilja en del i en process som kallas kauteri.